# Solvabilitätsverordnung
Die Solvabilitätsverordnung (Verordnung über die angemessene Eigenmittelausstattung von Instituten, Institutsgruppen und Finanzholding-Gruppen; SolvV) ist eine Rechtsverordnung des deutschen Bundesministeriums der Finanzen vom 14. Dezember 2006 im Rahmen des Bankenaufsichtsrechts. Sie konkretisiert die Anforderungen der §§ 10 ff. Kreditwesengesetz über die angemessene Eigenmittelausstattung (Solvabilität) und Liquidität.
Eine gleichnamige Verordnung mit vergleichbarem Regelungszweck besteht auch im österreichischen Aufsichtsrecht.

## Alte Solvabilitätsverordnung vom 14. Dezember 2006
Die Solvabilitätsverordnung vom 14. Dezember 2006 trat zum 1. Januar 2007 in Kraft und löste den bisherigen „Grundsatz I“ und „Grundsatz Ia“ über das Mindesteigenkapital der Institute vollständig ab. Der Grundsatz I galt allerdings aufgrund von Übergangsbestimmungen teilweise noch bis Ende 2007 weiter. Grund für die Überarbeitung der Vorschriften war das internationale Übereinkommen über das Mindesteigenkapital von Kreditinstituten, das am 26. Juni 2004 in Basel getroffen wurde („Basel II“). In Form der Eigenkapitalrichtlinie wurden die Basel-II-Regelungen in eine gemeinsame Richtlinie der EU übernommen, welche die Grundlage der Solvabilitätsverordnung bildet. Die Solvabilitätsverordnung deckt die erste und dritte Säule aus „Basel II“ ab, während die zweite Säule in Deutschland im Rahmen der Mindestanforderungen an das Risikomanagement übernommen wird.
Die Solvabilitätsverordnung regelte detailliert in 340 Paragrafen, wie die Kreditinstitute ihre Adressrisiken, ihr operationelles Risiko sowie ihre Marktpreisrisiken quantifizieren, mit Eigenmitteln unterlegen und diese Daten offenlegen müssen. Das Marktpreisrisiko setzt sich zusammen aus dem Zins- und Aktienpreisrisiko des Handelsbuchs, dem Fremdwährungsrisiko, dem Rohwarenrisiko sowie den sonstigen Marktpreisrisiken. Für die Unterlegung von Adressrisiken und operationellem Risiko darf dabei nur Kern- und Ergänzungskapital, für Marktpreisrisiken dürfen darüber hinaus auch Drittrangmittel verwendet werden. Die erforderliche Gesamtkapitalquote betrug mindestens 8 Prozent. Die Solvabilitätsverordnung teilte die Risikoaktiva in Risikoklassen auf, stellte Anforderungen an die Anerkennung von Ratingagenturen auf und ermöglichte alternativ auch bankinterne Ratingverfahren, wofür Qualitätsanforderungen zu erfüllen waren.

## Solvabilitätsverordnung vom 6. Dezember 2013
Mit der Neugestaltung der bankaufsichtlichen Regelungen im Rahmen des sogenannten CRD-IV-Pakets sind die in der Solvabilitätsverordnung enthaltenen Vorgaben zur angemessenen Eigenmittelausstattung von Instituten, Institutsgruppen, Finanzholding-Gruppen und gemischten Finanzholding-Gruppen durch die seit 1. Januar 2014 unmittelbar geltende Verordnung (EU) Nr. 575/2013 (Kapitaladäquanzverordnung) (CRR) abgelöst worden.
Zur Umsetzung dieser Bestimmungen regelt die zum 1. Januar 2014 novellierte Solvabilitätsverordnung in 39 Paragrafen das Verfahren zu den durch die Verordnung (EU) Nr. 575/2013 festgelegten Antrags- und Anzeigepflichten, einschließlich der regelmäßigen Berichtspflichten, insbesondere, in welcher Form Anträge zu stellen sind und bei wem an die BaFin zu richtende Anzeigen und Meldungen einzureichen sind. Darüber hinaus regelt die Solvabilitätsverordnung jene Details, für die die Kapitaladäquanzverordnung den zuständigen Behörden einen Gestaltungsspielraum lässt, etwa für Dauer und Details der Anforderungen an die Umsetzung des IRB-Ansatzes oder die durch die Eigenkapitalrichtlinie vorgegeben sind und deshalb in nationales Recht umgesetzt werden mussten. Ebenfalls wird in der neuen Solvabilitätsverordnung klargestellt, welchen Anforderungen ein für die Zwecke der Kapitaladäquanzverordnung berücksichtigungsfähiger Beleihungswert genügen muss, da die Kapitaladäquanzverordnung die Nutzung eines Beleihungswertes von Immobilien bei der Bestimmung der Risikogewichte und Risikopositionswerte von Realkrediten nur in denjenigen Mitgliedstaaten zulässt, die in ihren Rechts- oder Verwaltungsvorschriften strenge Vorgaben für seine Bemessung vorgesehen haben. Zudem konkretisiert die neue Solvabilitätsverordnung einige Bestimmungen zu den Übergangsregeln im Zusammenhang mit der Einführung der neuen Eigenkapitalanforderungen und bei der Berechnung der neuen Kapitalpuffer.
Die SolvV befasst sich unter anderem mit dem Meldewesen nach den CRR. Meldungen, die aufgrund regelmäßiger Berichtspflichten nach den CRR von den Kreditinstituten gegenüber der BaFin als zuständige Behörde erfolgen müssen, sind nach § 2 Abs. 4 SolvV über die Deutsche Bundesbank einzureichen. Die BaFin verwendet gemäß § 6 Abs. 2 SolvV die von den Instituten nach § 5 SolvV gemeldeten Informationen, um die Spanne der risikogewichteten Positionsbeträge und der Eigenmittelanforderungen für diejenigen Risikopositionen oder Positionen eines Referenzportfolios zu überwachen, die sich aus den internen Ansätzen der meldepflichtigen Institute ergeben.
Die Geltung der Delegierten Verordnung (EU) 2018/171 seit dem 7. Mai 2018 erfordert eine Anpassung des § 16 SolvV zur sog. Wesentlichkeitsschwelle für Risikopositionen.